# النا بوگدان
 النا بوگدان (انگلیسی: Elena Bogdan؛ زادهٔ ۲۸ مارس ۱۹۹۲) یک تنیس‌باز اهل رومانی است.